# تشيركيسك
شَرْكَسْك (بالروسية: Черкесск) هي إحدى مدن القفقاس قراشاي الشركس.
تقع مدينة تشركيسك في منطقة شمالي جبال القوقاز الكبيرة على ساحل نهر كوبان. ويبلغ عدد سكانها حوالي 120 ألف نسمة من قوميات وطوائف مختلفة. تأسست المدينة عام 1804 على شكل حصن بناه القوزاق على خط دفاع منطقة كوبان حيث تمكنت القوات الروسية بقيادة الجنرال غيرمان في عام 1790 من تحطيم جيش تركي قوامه 40 ألف مقاتل بقيادة باتال باشي.
عام 1825 بالقرب من الخط الدفاعي قام قوزاق من محافظة ستافروبولسك ببناء بلدة قوزاقية اسموها «باتال باشينسكايا» باسم القائد التركي الذي هزم وجيشه في هذه المنطقة. وهذه هي المرة الأولى في التاريخ يطلق اسم قائد منهزم على بلدة سكنية.ومع مرور الزمن توسعت هذه البلدة وازداد عدد سكانها.
بعد انتهاء حرب القوقاز أصبحت المدينة مركزا تجاريا للمقايضة بين الروس وشعوب القوقاز المحليين. وبدأ الإنتاج الصناعي الذي كان بدوره موضع مقايضة حيث أسس عام 1863 أول معمل بدائي لإنتاج الزيوت الحيوانية.
وفي عام 1869 افتتح أول مصنع للآجر بقدرة 300 ألف قطعة في السنة. ومصنع آخر لإنتاج الزيوت النباتية. وفي عام 1877 كان عدد معامل إنتاج الزيوت النباتية 5 معامل.
عام 1880 أصبحت البلدة مركزا إداريا للقضاء وصارت مركزا تجاريا.
في عام 1888 استقلت البلدة عن مقاطعة كوبان ووحدت تشركيسيا وقرتشاي وكان فيها عدد كبير من المحال التجارية والأسواق. ونتيجة لهذا التوسع بلغ عدد سكانها أكثر من 10 آلاف نسمة في عام 1892. ونتيجة لهذه الزيادة في عدد النفوس بنيت أحياء جديدة وكنائس وظهر التمييز بين الاغنياء والفقراء.
في عام 1893 تعرضت البلدة إلى وباء الكوليرا الذي أودى بحياة العديد من سكانها ولم يكن هناك من يقف بوجه الوباء لعدم وجود مركز طبي فيها. وفي عام 1899 افتتح فيها أول مستوصف.
بعد الانتهاء من إنشاء خط سكك الحديد بين روستوف وفلاديقوقاز عام 1895 توسعت البلدة بسرعة كبيرة وتطورت الحياة التجارية فيها وتم افتتاح أول مدرسة.
في عام 1903 افتتح أول مستشفى عسكري بسعة 30 سريرا. وفي عام 1913 افتتحت مدارس لأولاد الأغنياء من بنين وبنات.
في عام 1912 أنشأت المحطة الكهربائية التي أنارت بعض الدوائر ومنازل التجار والقوزاق الأغنياء وتأسسست ورشات صناعية بدائية لإنتاج العربات والإطارات ولدباغة الجلود وصناعة الصابون وغيرها.
في 12 يناير/ كانون الثاني عام 1922 تشكلت مقاطعة كراتشايفو – تشركيسيا ذات الحكم الذاتي ومركزها بلدة باتال باشينسك. وفي عام 1926 قسمت المقاطعة إلى مقاطعتين منفصلتين وأصبحت البلدة مركزا لمقاطعة تشركيسيا ذات الحكم الذاتي ومنحت صفة مدينة وفي عام غير اسمها إلى سوليموف وفي 1938 أصبح اسمها تشركيسك.
أعيد توحيد المقاطعتين من جديد عام 1957 في مقاطعة كراتشايفو – تشركيسك ذات الحكم الذاتي وأصبحت مدينة تشركيسك مركزا لها. ومنذ عام 1991 أصبحت عاصمة لجمهورية كراتشافو- تشركيسيا.
مدينة تشركيسك اليوم مركز صناعي كبير وتبلغ مساحة المدينة حوالي 70 كيلومترا مربعا ويسكنها ممثلو أكثر من 80 قومية تتعايش منذ القدم بتآخي ووئام. في المدينة مصانع ضخمة ومتوسطة إضافة إلى المعامل الصغيرة ويتركز إنتاج هذه المصانع بالصناعات الكيميائية والمطاط والمعدات والأجهزة الكهربائية وأجهزة ومعدات التبريد وغيرها.
تعتبر مدينة تشركيسك مدينة للشباب والطلاب حيث فيها جامعات ومعاهد عليا ومهنية عديدة إضافة إلى المدارس المهنية بمختلف المجالات الحياتية. ومن أهم جامعاتها أكاديمية كراتشايفو- تشركيسيا الحكومية للعلوم التكنولوجية. إضافة إلى ذلك فيها عدد من فروع لجامعات حكومية روسية وفيها أيضا معهد أبحاث في مجال الاقتصاد والتاريخ واللغات والآداب.
مدينة تشركيسك – مركز فريد لتطور ثقافة قوميات متعددة ففيها 4 مسارح حكومية و3 متاحف و8 مكتبات عامة إضافة إلى فرق الرقص الشعبي وفرقة القوزاق للرقص والغناء وغيرها.
تصدر الصحف والمجلات وتصدر الكتب وتبث الإذاعة والتلفزيون المحلي في المدينة ب 5 لغات محلية.
من الأماكن التي يمكن زيارتها في المدينة: الساحات العامة مثل ساحة لينين (قبل الثورة كانت تسمى ساحة الكاتدرائية) حيث تحاط الساحة بمباني قديمة كانت سابقا مباني القوزاق الإدارية ومنازل الأغنياء في البلدة.
وهناك ساحة كيروف التي تعتبر أقدم ساحات المدينة (كانت في السابق تسمى ساحة الأسواق والورشات) نصب في هذه الساحة تماثيل لأبطال الحرب الوطنية العظمى والنار الأزلية على شرف ضحايا المدينة الذين سقطوا في أثناء الحروب، وأيضا منتزه «يونست» للأطفال وغيرها.
هناك أيضا ساحة «غوتياكولوف» التي كانت تقام فيها في فترة ما قبل الحرب الفعاليات الرياضية المختلفة وسباق الخيل وغيرها. بعد الحرب تقرر الاستفادة من هذه الساحة الواسعة جدا واستخدام جزء منها لبناء مباني سكنية ومخازن ومكتبة عامة ومستشفى وقصر الثقافة ورياض الأطفال وغيرها.
ساحة المحطة هي إحدى ساحات المدينة تشكلت بعد بناء محطة القطار عام 1927 وتعرضت هذه الساحة والمحطة للتدمير خلال الحرب الوطنية العظمى وأعيد بنائها بعد انتهاء الحرب.
ساحة «الصداقة بين الشعوب» – احتفلت شعوب كراتشايفو – تشركيسيا وقبردينو – بلقاريا وأديغيا عام 1957 بمرور 400 عام على انضمامها إلى روسيا وتقرر على شرف هذه المناسبة إقامة نصب تذكارية في مدن نالتشيك وتشركيسك ومايكوب تخليدا لهذه الذكرى.
منتزه الثقافة «الجزيرة الخضراء» هو استمرار لساحة «الصداقة بين الشعوب» حيث يفصل بينهما جسر للمشاة على القناة ويتضمن هذا المنتزه مكان للسباحة وآخر للقيام بجولات مائية وفيه ملعب «نارت» ومطاعم وفندق وتبلغ مساحة المنطقة الخضراء في المنتزه 160 هكتارا.